# Brazzaville
Brazzaville este capitala și cel mai mare oraș al Republicii Congo. Orașul este situat pe Râul Congo și conform datelor de la recensământul din 2007 are o populație nominală de 1.373.382 de locuitori, și circa 2 milioane în total, incluzând suburbiile.

## Clima
| Date climatice pentru Brazzaville | Date climatice pentru Brazzaville | Date climatice pentru Brazzaville | Date climatice pentru Brazzaville | Date climatice pentru Brazzaville | Date climatice pentru Brazzaville | Date climatice pentru Brazzaville | Date climatice pentru Brazzaville | Date climatice pentru Brazzaville | Date climatice pentru Brazzaville | Date climatice pentru Brazzaville | Date climatice pentru Brazzaville | Date climatice pentru Brazzaville | Date climatice pentru Brazzaville |
| Luna                              | Ian                               | Feb                               | Mar                               | Apr                               | Mai                               | Iun                               | Iul                               | Aug                               | Sep                               | Oct                               | Nov                               | Dec                               | Anual                             |
| --------------------------------- | --------------------------------- | --------------------------------- | --------------------------------- | --------------------------------- | --------------------------------- | --------------------------------- | --------------------------------- | --------------------------------- | --------------------------------- | --------------------------------- | --------------------------------- | --------------------------------- | --------------------------------- |
| Maxima medie °C (°F)              | 31 (88)                           | 32 (90)                           | 33 (91)                           | 33 (91)                           | 32 (90)                           | 29 (84)                           | 28 (82)                           | 29 (84)                           | 31 (88)                           | 32 (90)                           | 31 (88)                           | 31 (88)                           | 31 (88)                           |
| Minima medie °C (°F)              | 21 (70)                           | 21 (70)                           | 21 (70)                           | 22 (72)                           | 21 (70)                           | 18 (64)                           | 17 (63)                           | 18 (64)                           | 20 (68)                           | 21 (70)                           | 21 (70)                           | 21 (70)                           | 20 (68)                           |
| Minima istorică °C (°F)           | 18 (64)                           | 17 (63)                           | 18 (64)                           | 19 (66)                           | 17 (63)                           | 13 (55)                           | 12 (54)                           | 13 (55)                           | 16 (61)                           | 17 (63)                           | 18 (64)                           | 18 (64)                           | 12 (54)                           |
| Ploaie mm (inches)                | 135 (5.31)                        | 145 (5.71)                        | 196 (7.72)                        | 196 (7.72)                        | 159 (6.26)                        | 8 (0.31)                          | 3 (0.12)                          | 3 (0.12)                          | 30 (1.18)                         | 119 (4.69)                        | 222 (8.74)                        | 142 (5.59)                        | 1.358 (53,46)                     |
| Sursă: BBC Weather                |                                   |                                   |                                   |                                   |                                   |                                   |                                   |                                   |                                   |                                   |                                   |                                   |                                   |

## Personalități
- Gaitana (n. 1979), cântăreață ucraineană, care a locuit în Brazzaville timp de cinci ani;
- Armel Disney (n. 1980), fotbalist, născut în Brazzaville;
- Serge Ibaka (n. 1989), baschetbalist profesionist născut aici.

## Orașe înfrățite
- Dresden, Germania
- Olathe, Kansas, SUA
- Weihai, China
- Kinshasa, Republica Democrată Congo